# Alleenstaande-ouderkorting
De alleenstaande-ouderkorting was een van de heffingskortingen in de Wet inkomstenbelasting 2001. Ze was bedoeld voor één-oudergezinnen. De Wet hervorming kindregelingen heeft de korting vervangen door de alleenstaande-ouderkop.
Kinderkorting · Combinatiekorting · Aanvullende combinatiekorting · Alleenstaande-ouderkorting · Ouderenkorting · Aanvullende ouderenkorting · Jonggehandicaptenkorting · Levensloopverlofkorting · Korting voor groene beleggingen